# 가설 연역 방법

가설 연역 방법의 모식도

가설 연역 방법(假說演繹方法)은 어떠한 현상의 관찰로부터 가설(假說)을 설정하고, 그 가설을 검증하는 과정을 통하여 이론이나 자연법칙을 이끌어 내는 과학적 방법의 한 갈래이다. 가설은 현실적 조건에서는 증명하거나 검증하기 어려운 사물, 현상의 원인 또는 합법칙성에 관하여 예측하는 이론으로, 가설 연역 방법은 크게 이러한 가설을 설정하는 단계와 이를 시험함으로써 가설을 정당화하는 단계로 나뉜다. 가설을 설정하는 단계와 실험 결과로부터 가설을 정당화하는 과정에는 귀납적인 추론이, 가설로부터 검증을 위해 실험을 설계하고 결과를 예측하는 단계에는 연역적인 사고가 요구된다.

## 배경
19세기 윌리엄 휴얼은 17세기 프랜시스 베이컨에 의해 제기된 귀납을 보완하기 위해 가설 연역 방법을 도입하였다. 그는 그의 저서인 History of the Inductive Sciences(1837)와 The Philosophy of the Inductive Sciences, Founded Upon Their History (1840)에서 과학이 어떠한 방식으로 발전해 왔는지를 서술하면서, 관찰을 통해 얻은 지식으로 과학적 개념을 이끌어내는 귀납적인 방식을 언급하며, 이를 바탕으로 연역적으로 전개된 가설의 검증을 통해 자연법칙이나 이론을 이끌어 내는 방식을 추가한 가설 연역 방법을 설명하였다. 이후 가설 연역 방법은 여러 과학 분야에 걸쳐 과학적인 연구의 방법으로 활용되었다.

## 특징
가설 연역 방법은 측정 가능한 실험 결과를 통해 반증될 수 있는 가설을 통하여, 이론이나 자연법칙을 이끌어내는 과학적 연구 방법 중 하나이다. 가설 연역 방법은 현상 탐구 - 가설 설정 - 결과 예측 - 시험 - 검증 - 법칙 도출의 과정을 가진다. 이러한 일련의 과정 중, 가설을 설정하고 법칙을 도출하는 과정에서 귀납적인 과정을, 가설로부터 시험을 설계하고 결과를 예측하는 단계에서 연역적인 과정을 살펴볼 수 있다. 여기서 가설을 통한 예측과 반대되는 검증 과정은 가설을 반증하는 역할을 하며, 새로운 가설의 설계에 도움을 준다. 시험을 통해 입증된 가설은 현상을 설명하는 하나의 방법으로 받아들여지고, 더 나아가 하나의 법칙 혹은 이론으로 자리잡게 된다. 이러한 가설 연역 방법은 현대에 이르러서까지 실증적인 지식 탐구의 방법으로 사용되고 있음을 알 수 있다.
| “ | 가설 연역 방법은 오랜 경험주의적 사고를 바탕으로 등장한 과학적 연구의 방법이다. | ” |
|   | — Brody, Thomas A                                                               |   |

귀납에 의한 추론에 비해 가설 연역 방법이 가지는 장점은 효율성이 보다 높다는 점이다. 귀납에서는 편견없는 자료 수집을 많이 해야 가설을 만들 수 있지만, 가설 연역 방법에서는 이 가설 생성 과정을 조금 더 간소화할 수 있다. 직관이 개입할 여지가 늘어난다는 점에서 과학적 직관력이 뛰어난 사람들에게는 큰 장점이 되기도 한다. 따라서 과학자들이 많이 사용하는 방법이다.
그러나, 20세기 칼 구스타프 헴펠과 칼 포퍼 등 여러 과학 철학자들이 제기한 가설 연역 방법에 문제점이 제기되었고, 가설 연역 방법은 귀납적 추론으로부터 오는 검증의 문제를 비롯한 논리적인 한계를 극복하기 어렵다는 비판을 받았다. 검증의 문제는 귀납적인 방법을 통한 일반화 과정에서 발생하는 논리적인 문제이며, 귀납법을 기반으로 한 가설 연역 방법에서 역시 문제로 불거졌다. 이러한 문제를 해결하기 위하여 가설 연역 방법 외 다른 과학적 방법들이 고안되었으며, 현재에도 논의가 계속되고 있다.

## 적용 단계

#### 현상 탐구
가설 연역 방법에서 관찰과 연구를 통한 현상 탐구는 가설을 설정하는 데에 있어 중요한 역할을 한다. 현상을 관찰할 때, 관찰자는 어떠한 상황에도 휩쓸리지 않는 편견 없는 태도로 자신이 관찰한 현상을 숨김없이 서술하여야 한다. 과학자는 귀납주의적인 관찰을 통해 현상에 대한 보다 넓고, 정확한 의미에서의 이해를 돕는다. 이러한 현상에 대한 깊은 이해와 기존의 연구를 뒷받침하여, 과학자는 현상을 설명할 가설을 세울 수 있게 된다.

#### 가설 설정
현상의 탐구를 거친 다음, 과학자는 현상을 설명하기 위한 가설을 설정한다. 이렇게 추측된 가설들은 귀납적인 추론에 의해 결정되는 것이 아니라, 현상을 설명하는 하나의 방안으로서 창안될 뿐이다. 과학적인 가설은 시험을 통한 검증 과정에서 반증될 수 있어야 한다. 가설의 반증가능성은 그 가설이 과학적인지 여부를 판단하는 하나의 잣대로 활용된다. 이러한 가설의 설정 단계에서는 기존의 설명과는 다른 창의적인 추측을 하는 것이 중요하며, 반드시 참일 필요는 없다. 가설은 그 자체로 다른 가설을 설정할 수도 있다.

#### 결과 예측
가설을 입증하기 위해서는 그 가설로 인해 일어나는 부과적인 결과를 예측하고 그 결과를 시험해 봄으로써 가설을 검증하는 과정이 필요하다. 과학적으로 설계된 가설은 연역적인 과정을 통하여 결과를 도출해 낼 수 있다. 과학자들은 이러한 결과를 시험하기 위하여 보다 확장된 관찰과 실험을 실시한다. 이렇게 예측된 결과는 실제 결과와의 비교를 통하여 가설의 입증과 이론의 도출에 영향을 준다.

#### 실험 및 검증
만약 실험이 가설을 뒷받침한다면 이론이나 자연법칙으로 간주된다. 실험이 가설을 뒷받침하지 않는다면 거부되거나 수정된다. 중요한 것은 실험으로 입증된 가설이나 정리를 잘 정의해야 한다는 것이다. 이것은 종종 과학에서 이론은 입증될 수 없고, 반증될 수만 있다고 말해진다. 오랫동안 유지되어 온 이론을 뒤엎는 이론이 출현할 가능성은 항상 존재한다. 언급한 바와 같이, 실험은 가설의 확인이나 검증을 위해 행해진다. 과학적 방법은 예측이 명확하고 실험이 반복된다면 가설은 수정되거나 삭제되어야 한다는 것을 요구한다. 게다가, 이론이 얼마나 정교한지는 관계없이, 그 이론이 자연법칙에 들어맞아야 한다. 물리학은 다른 모든 과학과 같이 실험적 검증이 절대적으로 필요하다. 실험은 새로운 입자의 관찰과 같이 이론을 직접 검증할 수도 있고, 수학과 논리를 이용해서 새로운 입자의 반감기와 같이 이론에서 파생된 결과를 검증할 수도 있다. 실험의 필요성 또한 이론이 검증 될 수 있어야 한다는 것을 말해준다. 물리적 성질이 없어 발견될 수 없는 입자가 존재한다는 이론과 같은 테스트될 수 없는 이론들은 과학적 이론으로 자격이 없다. 가설에 의한 예측이 실제 실험 결과와 다르다면, 이 실험 결과를 바탕으로 초기의 가설 설정 단계로 되돌아가 새로운 가설을 세워야 한다.

#### 가설 입증과 이론 도출
가설의 입증은 위와 같이 그 가설을 지지하는 독립적인 실험들을 통해 이루어진다. 만약 가설이 참이라면, 위에서 실시된 실험들은 귀납적으로 이 가설을 지지할 것이고 이러한 과정을 통해 가설은 이론으로서 확립될 수 있다.

##### 반증된 가설들
- 만약 오랫동안 지속되어 온 이론이 새로운 실험결과를 뒷받침하지 않는다면, 그 이론은 폐기될 수도 있다. 그러나 한정된 범위에 대해서는 여전히 적용이 가능할지도 모른다. 예를 들어서 고전역학(뉴턴의 법칙)은 물체의 속도가 빛의 속도에 대해서 현저히 느리고 물체의 크기가 원자의 크기보다 현저히 클 때만 적용된다. 이 범위가 실제로 인간이 경험하는 범위이기 때문에, 고전역학은 맞지 않음에도 불구하고 넓은 범위의 공학적이고 과학적인 문제를 푸는 데 쓰이고 있다.

## 예시

### DNA 구조 연구
1953년, 제임스 듀이 왓슨과 프랜시스 해리 콤프턴 크릭은 DNA가 이중 나선 구조를 가진다는 것을 밝혀 유전학 및 생물학 전반에 큰 영향을 주었다. 이들이 DNA의 구조를 밝혀 내기까지의 일련의 과정은 가설 연역 방법으로 설명된다.
1. 현상 탐구
1950년대, 그레고어 멘델의 연구에 인해 유전 현상이 어떠한 규칙을 따른다는 것이 알려져 있었다. 그러나, 그러한 유전자들이 어떠한 메커니즘을 가지는지는 알려진 바가 없었다. 당시, 캠브리지대학 연구실의 연구자들은 DNA를 포함한 다양한 화학분자들의 X-선 회절에 대해 연구하였는데, 이러한 연구와 기존에 알려져 있던 DNA의 화학적 구성을 통해 DNA의 구조를 탐구할 수 있었다.
2. 가설 설정
위와 같은 현상의 탐구를 통해 라이너스 폴링은 DNA가 삼중 나선 구조일 것이라는 제안을 했다. 왓슨과 크릭 역시 이 가설을 고려하였으나, 기존의 여러 실험 결과들을 설명하지 못했으므로 이 가설을 받아들이지 않았다. 폴링 역시 자신이 제안한 구조의 한계를 인정하였고, 왓슨과 크릭은 이를 바탕으로 DNA는 이중 나선 구조일 것이라는 가설을 세웠다.
3. 예측
왓슨과 크릭은 DNA가 이중나선 구조를 가지면, X-선 회절 무늬가 특정한 패턴을 가질 것이라는 예측을 하였다. 이는 1950년대에 이루어졌던 이중나선 구조와 X-선 회절 무늬에 관련된 기존의 연구를 바탕으로 한 가설이었고, 왓슨과 크릭은 이중나선 구조를 이용하여 DNA복제에 대한 메커니즘을 간단히 예측하였다.
4. 실험(가설 검증)
왓슨과 크릭은 그들의 연구 초안을 킹스 칼리지의 연구자들에게 보냈다. 이들 중, 로절린드 프랭클린은 DNA 내 물 함유에 관련하여 이들의 연구의 허점을 발견하였다. 후에, 왓슨과 크릭은 프랭클린의 보다 상세한 X-선 회절 무늬를 통하여 DNA가 이중나선 구조를 가짐을 확인하였다.

### 벤젠의 구조 연구
아우구스트 케쿨레가 벤젠의 구조를 밝힌 사례도 가설 연역 방법의 한 예이다.
1. 현상 탐구
벤젠의 구조를 연구하고 있었지만 어떤 방식으로 결합하든 좀처럼 해답이 나오지 않았다.
2. 가설 설정
케쿨레는 잠깐 휴식을 취하는 도중 꿈을 꿨는데, 뱀 한마리가 자신의 꼬리를 물려고 제자리에서 빙글빙글 도는 꿈이었다. 잠에서 깬 케쿨레는 여기서 영감을 얻어[1] 벤젠의 구조가 고리 형태라면 어떨까 하고 가설을 세웠다.

3, 4. 예측과 검증
케쿨레는 여러 가지 실험을 통해 벤젠의 형태가 고리모양이라는 것을 알아냈다.

## 한계

#### 검증의 문제
검증의 문제는 가설 연역 방법의 단계 중 현상을 관찰하여 가설을 설정하고, 실험 결과를 통해 이론을 도출하는 귀납적인 과정에서 일어난다. 이에 관련하여 귀납적인 이론 도출을 비판한 과학 철학자로 칼 구스타프 헴펠을 들 수 있다. 그는 까마귀 패러독스라 불리는 귀납적 검증과정의 한계를 드러내는 역설을 통하여 자신의 주장을 설명했다.

어떤 생물학자가 “모든 까마귀는 검다”라는 가설을 세웠다고 하자. 그런 후 그는 가설이 정말로 맞는지를 확인하기 위해 새로운 까마귀를 발견할 때마다 색깔이 검은지를 확인하고 있다. 가설을 얻은 후 지금까지 그가 새롭게 관찰한 까마귀는 100마리였고 그것들은 모두 검은 까마귀들이었다. 그러나 그가 이러한 경험적인 관찰을 통해 자신의 가설을 ‘증명’한 것은 아니다. ‘증명’이라고 하는 것은 모든 경우에 대하여 어떤 사항이 모든 경우에 모순없이 작용한다는 것을 보인다는 것인데, 이 생물학자의 경우에는 결국 100가지 특정 사례만을 관찰하였을 뿐이다. 이와 마찬가지로 다른 경우에서도 귀납적인 방법을 통해서 일반적인 법칙을 증명할 수 없다.

헴펠은 이러한 역설을 통하여 가설 연역 방법의 귀납적인 검증 과정을 비판하였다. 이에 대하여 논리 실증주의자들은 ‘검증가능성 원리’에 대한 이런 심각한 문제 제기를 수용하여 ‘검증’ 대신에 ‘확증’이라는 개념을 도입하였다. 즉,‘증명’이나 ‘검증’처럼 완벽한 논리적 뒷받침을 추구하지 말고, 가설을 지지하는 정도를 확률로서 나타내자는 생각이다. 그러나, 이런 후퇴적인 제안에도 문제는 여전히 남아 있다. 보편적인 과학 이론을 개별적인 관찰이나 특정 실험의 결과들이 확증시켜줄 확률은, 보편 진술에서 파생된 셀 수 없이 많은 파생 진술들을 제한된 특정 개별 관찰 진술들로부터 설명하는 것이고, 이것이 완벽히 보편적인 이론을 의미할 확률은 0을 의미하기 때문이다. 다시 말해, 어떤 보편적인 과학 이론도 경험적 검증과정에 의해서 확증될 수 없다는 것이다. 이 문제는 개별 사례로부터 일반 진술로 나아갈 때 발생하는 귀납적 방법의 문제이다.
가설 연역 방법 역시 귀납적 방법에 기초한 것으로 검증 가능성에 대해 비판 받았다. 현재, 가설 연역 방법의 이러한 문제를 해결하기 위하여 보완하거나 또는 새로운 과학적 방법들이 논의중에 있다.

## 같이 보기
- 과학적 방법

## 참고 문헌
- 토마스 S 쿤, 과학 혁명의 구조, 까치, 서울, 2005, ISBN 89-7291-256-5.
- 임레 라카토슈, 과학적 연구 프로그램의 방법론, 대우학술총서, 2002, ISBN 89-8910-364-6 {{isbn}}의 변수 오류: 유효하지 않은 ISBN..
- 존 로지, 과학철학의 역사, 동연총서, 1999, ISBN 89-85467-25-5
- A. F. Carmers 저, 신중섭, 이상원 역, 과학이란 무엇인가?, 서광사, ISBN 978-89-306-2080-2
- 이 문서에는 다음커뮤니케이션(현 카카오)에서 GFDL 또는 CC-SA 라이선스로 배포한 글로벌 세계대백과사전의 "가설" 항목을 기초로 작성된 글이 포함되어 있습니다.
- 장대익 (2008). 《과학에는 뭔가 특별한 것이 있다》. 김영사. ISBN 9788934921318.